# Sipalay
Sipalay is een stad in de Filipijnse provincie Negros Occidental. Bij de laatste census in 2007 had de stad ruim 67 duizend inwoners.

## Geografie

### Bestuurlijke indeling
Sipalay is onderverdeeld in de volgende 17 barangays:
| - Barangay 1 - Barangay 2 - Barangay 3 - Barangay 4 - Barangay 5 - Cabadiangan - Camindangan - Canturay - Cartagena | - Cayhagan - Gil Montilla - Mambaroto - Manlucahoc - Maricalum - Nabulao - Nauhang - San Jose |

## Demografie
Sipalay had bij de census van 2007 een inwoneraantal van 67.211 mensen. Dit zijn 5.148 mensen (8,3%) meer dan bij de vorige census van 2000. De gemiddelde jaarlijkse groei komt daarmee uit op 1,11%, hetgeen lager is dan het landelijk jaarlijks gemiddelde over deze periode (2,04%). Vergeleken met de census van 1995 is het aantal mensen met 3.251 (5,1%) toegenomen.
Bacolod · Bago · Binalbagan · Cadiz · Calatrava · Candoni · Cauayan · Enrique B. Magalona · Escalante · Himamaylan · Hinigaran · Hinoba-an · Ilog · Isabela · Kabankalan · La Carlota · La Castellana · Manapla · Moises Padilla · Murcia · Pontevedra · Pulupandan · Sagay · Salvador Benedicto · San Carlos · San Enrique · Silay · Sipalay · Talisay · Toboso · Valladolid · Victorias